# 유가사지론
《유가사지론》(瑜伽師地論, 산스크리트어: Yogācārabhūmi-śāstra, 영어: Discourse on the Stages of Yogic Practice, K.0570, T.1579)은 불교 전통에 따르면 미륵보살이 강설한 것을 무착이 기록하여 성립된 논서로, 유식유가행파의 근본 논서이다. 또한 법상종의 가장 중요한 논서이며, 불교 역사상 중요한 위치를 차지하고 있는 논서이다. 줄여서 《유가론》이라고도 하며, 다른 이름으로는 《광석제경론》(廣釋諸經論) 또는 《17지론》(十七地論)이라고도 한다.
《유가사지론》의 저자는 전통적으로 미륵보살인 것으로 알려져 있는데, 실제 저자는 미륵보살이 아니라 '미륵'이라는 이름을 사용한 어떤 다른 논사라고 주장하는 학자들도 있고, 실제 저자는 무착인데 미륵보살의 이름을 빌린 것이라고 주장하는 학자들도 있다. 이러한 저자 문제가 있지만, 유식학의 논사라는 측면에서 보면 미륵보살은 유식학의 개조(開祖)이고, 또한 무착과 함께 인도불교의 유식학의 총 3기 가운데 제1기의 논사이다.
《유가사지론》에서는
유가행자(瑜伽行者)의 경(境) · 행(行) · 과(果)와 유식유가행파의 근본 교의들을 자세히 해설하고 있다. 즉, 유가행자로서 관찰하고 믿고 이해하여야 할 대상을 뜻하는 경(境)과, 그러한 관찰과 믿음과 이해를 바탕으로 실천해야 할 수행을 뜻하는 행(行)과, 그러한 수행을 통해 증득하게 될 과보를 뜻하는 과(果)에 대해 자세히 해설하고 있으며, 또한 유식유가행파의 근본 교의들인 아뢰야식설(阿賴耶識說) · 3성설(三性說) · 3무성설(三無性說) · 유식설(唯識說) 등에 대해 상세히 논하고 있다.
불교 전통에 따르면, 미륵보살이 도솔천에서 내려와 중천축(中天竺)의 아유타국(阿踰陀國, 산스크리트어: Ayodhyā)의 강당에서 이러한 내용을 4개월에 걸쳐 매일 밤 무착에게 설했는데 그것을 무착이 기록한 것이라고 한다. 그런데 《대당서역기》(大唐西域記) 5권과 《석가방지》(釋迦方志)에서는 이와는 반대인 것으로 이야기 하고 있다. 즉, 무착이 매일 밤마다 선정(禪定) 상태에서 도솔천으로 올라가 미륵보살에게서 설법을 듣고, 대중들을 위해 그 내용을 책으로 기록한 것이 《유가사지론》, 《장엄대승경론》(莊嚴大乘經論), 《중변분별론》(中邊分別論) 등이라고 한다. 또한 최승자(最勝子) 등의 《유가가지론석(瑜伽師地論釋)》에서도 무착이 초지(初地)에 올라 법광정(法光定)을 증득하여 큰 신통력을 얻고서 미륵보살을 섬겼는데, 미륵보살에게 《유사사지론》을 설법해 줄 것을 청하여 배운 것이라고 말하고 있다.
여하간에 미륵보살의 설법을 기록한 것이라는 이유로 현장의 한역본에서는 저자에 대한 기술이 '미륵보살조(彌勒菩薩造: 미륵보살이 지음)'로 되어 있지 않고 '미륵보살설(彌勒菩薩說: 미륵보살이 설함)'로 되어 있다.
《유가사지론》은 불교 역사에서 중요한 위치를 차지하고 있는데, 학자들에 따르면 5백 아라한의 《아비달마대비바사론》(阿毘達磨大毘婆師論)이 부파불교의 사상을 대표하고, 용수의 《대지도론》(大智度論)이 대승불교가 발흥하던 시대의 사상을 대표하며, 미륵의 《유가사지론》이 대승불교가 완성되고 있던 시대의 사상을 대표한다. 《유가사지론》은 유식유가행파의 중도설과 연기론(아뢰야연기설) 및 3승교(三乘敎)의 교의의 근거가 되는 논서이다.

## 논서
- 당나라 현장의 《현양성교론(顯揚聖敎論)》

## 주석서
- 당나라 현장의 《유가사지론석(瑜伽師地論釋)》(K.0575, T.1580)
- 당나라 규기의 《유가사지론약찬(瑜伽師地論略纂)》
- 신라 둔륜(遁倫)의 《유가론기(瑜伽論記)》(T.1828)

## 참고 문헌
- 고려대장경연구소 (K0570 (T.1579)). 《유가사지론 해제》. 2013년 1월 12일에 확인. |title=에 외부 링크가 있음 (도움말)
- 곽철환 (2003). 《시공 불교사전》. 시공사 / 네이버 지식백과. |title=에 외부 링크가 있음 (도움말)
- 미륵 지음, 현장 한역, 강명희 번역 (K.614, T.1579). 《유가사지론》. 한글대장경 검색시스템 - 전자불전연구소 / 동국역경원. K.570(15-465), T.1579(30-279). |title=에 외부 링크가 있음 (도움말)
- 운허.  동국역경원 편집, 편집. 《불교 사전》. |title=에 외부 링크가 있음 (도움말)
- 황욱 (1999). 《무착[Asaṅga]의 유식학설 연구》. 동국대학원 불교학과 박사학위논문.
- (중국어) 미륵 조, 현장 한역 (T.1579). 《유가사지론(瑜伽師地論)》. 대정신수대장경. T30, No. 1579. CBETA. |title=에 외부 링크가 있음 (도움말)
- (중국어) 星雲. 《佛光大辭典(불광대사전)》 3판. |title=에 외부 링크가 있음 (도움말)
- (중국어) 최승자 등 조, 현장 한역 (T.1580). 《유가사지론석(瑜伽師地論釋)》. 대정신수대장경. T30, No. 1580. CBETA. |title=에 외부 링크가 있음 (도움말)